# Oppidum de la Moulinasse
Des fouilles trop tôt interrompues ont révélé la présence, sur la commune de Salles-d'Aude, d’un oppidum élisyque qui semble avoir été occupé du VIe au IIe siècle avant notre ère.

## Au bord de l’ancienne mer intérieure
Le site se trouve sur la commune de Salles-d'Aude, route de Nissan, à proximité du boulodrome, à 500 m du lit actuel du fleuve Aude. Il est placé sur un promontoire qui surplombe la plaine alluviale.
Au Premier âge du fer, il était en bordure d’un bras de mer, et, vers –150 vers le fond de ce bras de mer. Ce secteur, aujourd’hui comblé d’alluvions, s’est en effet trouvé, avec la variation du niveau de la mer, au bord des eaux qui entouraient le massif de la Clape.
On suppose qu’il y avait là, au VIe s., un débarcadère susceptible d’accueillir des barques à fond plat qui pouvaient faire le lien, d’un côté avec des navires ancrés en eau plus profonde, de l’autre avec les sites élisyques voisins d’Ensérune (7 km) et de Montlaurès (11 km).
L’habitat protohistorique qui a été identifié occupe un petit plateau de 1,2 ha environ sur un éperon barré (avec une enceinte fermant l’éperon), qui domine de quelques mètres la basse vallée de l’Aude.

## Historique des fouilles
Une première prospection de ce site a eu lieu à la fin des années 1920 avec la participation de P. Courrent et P. Héléna ; elle avait mis au jour des substructions (bases de murs), des céramiques et des dalles recouvrant des ossements humains.
En 1978, un défonçage de la parcelle pour planter de la vigne a détruit une partie du site tout en faisant remonter à la surface de nombreux vestiges (surtout des morceaux de céramiques) et des témoins d’architecture. H. Barbouteau, l’abbé J. Giry et Y. Solier purent recueillir ces vestiges, délimitèrent les points d’occupation et pratiquèrent quelques sondages.
Une fouille de sauvetage eut lieu de 1979 à 1981 sous la direction de M. Passelac dans les parties non détruites par le labour. Elle permit de préciser la nature et la chronologie de l’occupation. Au moyen de clichés aériens, Passelac détermina la présence d’un dispositif de fossés défensifs.
Enfin, en 1997, des sondages réalisés à 200 m à l’ouest de cet habitat mirent au jour des vestiges du Deuxième âge du fer.

## Une occupation auChalcolithique
Les différentes interventions archéologiques ont déterminé la présence sur le site de trois enceintes :
La première correspond à un fossé qui entoure une zone de 4 500 m2. Elle serait le siège d’une occupation chalcolithique (Âge du Cuivre) : des vestiges de cette époque ont été rencontrés en surface et en fouille. Le type d’habitat de cette période est ici inconnu.

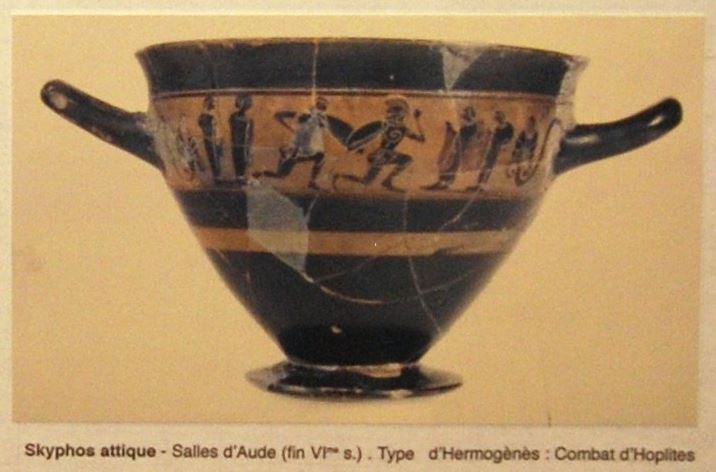
Ce skyphos de la fin du VIe siècle, trouvé à la Moulinasse, est exposé au musée de Sigean.

## Au temps desÉlisyques
Le second fossé entoure un espace de 8 000 m2 qui semble correspondre à une occupation du Bronze final ou du Premier âge du fer.
Une troisième enceinte a pu exister, plus à l’est. Elle aurait délimité une aire de 12 000 m2, correspondant à l’extension maximale du site.
Les habitations identifiées ont été datées de la deuxième moitié du VIe s. à la fin du Ve. On constate un large recours à la construction en briques de terre crue (adobes) sur une base de pierre ainsi que la présence de poteaux de bois (antes) destinés à servir d’appui à la première poutre de la toiture. Cette dernière pouvait être constituée de chevrons et branches enrobés de torchis, le tout recouvert de terre.
Le « mobilier » trouvé est constitué de nombreux morceaux de céramiques de diverses origines : céramique locale non tournée (souvent réservée aux usages culinaires), céramique ibéro-languedocienne et pseudo-ionienne, céramique grise monochrome, céramique attique.
Dans cette dernière catégorie il faut signaler un beau skyphos (gobelet) de la fin du VIe siècle représentant un combat d’hoplites (combattants) et conservé au Musée des Corbières (Sigean).
On a également trouvé des fragments d’amphores étrusques, massaliètes (La Moulinasse est le site élisyque où l’on en a le plus trouvé) et ibériques.
L’ensemble de ces trouvailles montre que la Moulinasse était, au temps des Élisyques, un petit comptoir maritime prospère.
Les restes alimentaires attestent de la consommation de coquillages, poisson, salades, blettes, poireaux sauvages, champignons, asperges, viande de porc et de mouton, lait de chèvre, garum.
Des traces d’incendie, fin VIe-début du Ve s., font penser que le village a été détruit à cette époque. Il a ensuite été réoccupé au moins jusqu’au IVe siècle.
L’histoire de la Moulinasse a été documentée par la section Patrimoine de la Bonne Entente Salloise, qui a édité une brochure et publie des informations sur internet